# Minsk-Arena Ice Star 2015
Ice Star 2015 – międzynarodowe zawody łyżwiarstwa figurowego w kategorii seniorów, juniorów i Advanced Novice. Zawody rozgrywano od 8 do 11 października 2015 roku w hali Mińsk Arena w Mińsku.
W konkurencji solistów zwyciężył Koreańczyk Kim Jin-seo, zaś w konkurencji solistek jego rodaczka Kim Sena. W parach tanecznych triumfowali Rosjanie Ksienija Mońko i Kiriłł Chalawin.

## Wyniki

### Soliści
| Pozycja | Zawodnicy          | Punkty | SP | SP    | FS | FS     |
| ------- | ------------------ | ------ | -- | ----- | -- | ------ |
| 1       | Kim Jin-seo        | 209.56 | 1  | 65.26 | 1  | 144.30 |
| 2       | Jewgienij Własow   | 179.36 | 2  | 59.60 | 2  | 119.76 |
| 3       | Larry Loupolover   | 163.94 | 4  | 50.84 | 3  | 113.10 |
| 4       | Alaksiej Miałochin | 154.50 | 3  | 56.01 | 4  | 98.49  |
| 5       | Pawieł Szwiecow    | 147.66 | 5  | 50.80 | 5  | 96.86  |

### Solistki
| Pozycja | Zawodnicy            | Punkty | SP | SP    | FS | FS    |
| ------- | -------------------- | ------ | -- | ----- | -- | ----- |
| 1       | Kim Sena             | 145.38 | 1  | 52.61 | 1  | 92.77 |
| 2       | Aleksandra Gołowkina | 130.51 | 2  | 49.02 | 3  | 81.49 |
| 3       | Johanna Allik        | 129.91 | 4  | 43.98 | 2  | 85.93 |
| 4       | Alīna Fjodorova      | 112.44 | 3  | 44.89 | 4  | 67.55 |
| DNS     | Alina Beleckaja      |        |    |       |    |       |

### Pary taneczne
| Pozycja | Zawodnicy                           | Punkty | SP | SP    | FS | FS     |
| ------- | ----------------------------------- | ------ | -- | ----- | -- | ------ |
| 1       | Ksienija Mońko / Kiriłł Chalawin    | 173.29 | 1  | 69.29 | 1  | 104.00 |
| 2       | Wiktoryja Kawalowa / Jurij Bielajew | 150.84 | 2  | 61.77 | 2  | 89.07  |
| 3       | Rebeka Kim / Kirił Minow            | 138.50 | 3  | 52.70 | 3  | 85.80  |
| 4       | Katarina Paice / Iourii Ieremenko   | 120.92 | 4  | 48.92 | 4  | 72.00  |